# 萨维尼亚克德农特龙
萨维尼亚克-德农特龙（法語：Savignac-de-Nontron，法語發音：[saviɲak də nɔ̃tʁɔ̃]，意为“农特龙的萨维尼亚克”）是法国多尔多涅省的一个市镇，位于该省北部，属于农特龙区。

## 地理
萨维尼亚克-德农特龙（45°32'31"N, 0°43'23"E）面积9.69 平方千米，位于法国新阿基坦大区多爾多涅省，该省份为法国西南部内陆省份，是法國本土面积第三大的省，大致对应佩里戈尔地区，北起顺时针与夏朗德省、上维埃纳省、科雷兹省、洛特省、洛特-加龙省、吉倫特省和滨海夏朗德省接壤。
与萨维尼亚克-德农特龙接壤的市镇（或旧市镇、城区）包括：欧日尼亚克、邦迪亚河畔阿布雅、尚罗曼、农特龙、圣帕尔杜-拉里维耶尔。
萨维尼亚克-德农特龙的时区为UTC+01:00、UTC+02:00（夏令时）。

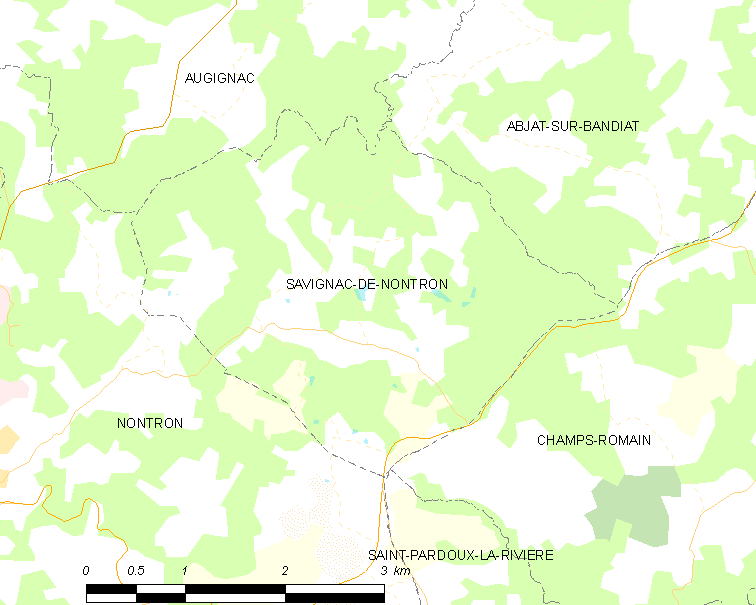
萨维尼亚克-德农特龙的OSM定位图

## 行政
萨维尼亚克-德农特龙的邮政编码为24300，INSEE市镇编码为24525。

## 政治
萨维尼亚克-德农特龙所属的省级选区为农特龙绿色佩里戈尔县。

## 人口

1962-2008年间萨维尼亚克-德农特龙人口变化图示

萨维尼亚克-德农特龙于2022年1月1日时的人口数量为205人。

## 交通
多尔多涅省省道D79线和D87线在境内交汇。